# Venancio Coñuepan Mesias
Venancio Lemunahuel Coñuepan Mesías (Nueva Imperial, 16 de junio de 1989) es un abogado y político chileno de ascendencia mapuche y miembro de la familia Coñuepan. Fue dirigente de las juventudes de la Unión Demócrata Independiente (UDI) y Asesor de la Dirección de la Corporación Nacional de Desarrollo Indígena (CONADI).

## Vida Familiar
Es hijo de Jorge Venancio Antonio Coñuepan y María Isabel Mesías Figueroa, hermano de Andrea Millaray y Daniela Belén. Está casado con Llacolen Millaquir Peña, excandidata a Diputada por el Distrito 23 en las elecciones de 2021, además de ser reconocida como una de las 100 líderes jóvenes por El Mercurio en 2021.

## Trayectoria
Inició sus actividades políticas al asumir como dirigente de la juventud política de la Unión Demócrata Independiente en la región de La Araucanía en los años 2010-2013, siendo Presidente de la Juventud de la región Araucania entre 2012-2013. Además, participó durante la campaña presidencial de Sebastián Piñera en el año 2009.
En el año 2013, apoyó la fallida candidatura presidencial de Laurence Golborne. A mediados de año, fue invitado a participar dentro del Comité Programático de la candidata presidencial Evelyn Matthei, como secretario ejecutivo de la Comisión de Pueblos Indígenas.
A finales del 2013 renuncia a la UDI y en abril del 2014 funda el Think Tank: Fundación Chile Intercultural.
En el 2019 fue elegido por las Naciones Unidas Chile y la Presidencia de la COP25 para participar del Caucus Indígena Chileno sobre Cambio Climático, una instancia que contó con la participación de 25 representantes de los Pueblos Indígenas de Chile para la redacción de una declaración de la visión conjunta de los pueblos indígenas sobre el cambio climático y las diferentes problemáticas y soluciones que, desde su sabiduría ancestral y prácticas basadas en la naturaleza, permiten reivindicar el trascendental rol que tiene los pueblos indígenas en la sociedad y en la adaptación y mitigación al cambio climático. En 2019, también estudio el Diplomado en Mediación Socioambiental de la Pontificia Universidad Católica de Chile.
A principios del 2020, fue invitado por el Departamento de Estado de los Estados Unidos para participar del International Visitors Leadership Program (IVLP), instancia a través de la cual conoció diversas ciudades, empresas, instituciones públicas, organizaciones de la sociedad civil y reservas indígenas de Estados Unidos.
En el 2020 participó el 9º Foro de las Naciones Unidas sobre Empresas y Derechos Humanos, instancia en que fue parte de la comisión del Caucus Indígena Internacional que redactó la declaración inicial de los pueblos indígenas en el marco de este foro internacional.
En el 2021 fue becado por el Fondo Indígena de Latinoamérica y el Caribe (FILAC) para cursar el Título de Experto en Pueblos Indígenas, Derechos Humanos y Cooperación Internacional de la Universidad Carlos III de Madrid, España. También curso, un Diplomado en Empresas y Derechos Humanos de la Universidad Diego Portales y un Diplomado en Sostenibilidad Corporativa de la Pontificia Universidad Católica de Valparaíso.
En 2022, fue becado por la Oficina del Alto Comisionado de Derechos Humanos para participar del 11° Foro de Empresas y Derechos Humanos en Ginebra, Suiza.
En la actualidad, cursa un LLM en Derecho Regulatorio en la Pontificia Universidad Católica de Chile, es Consejero del Consejo de la Sociedad Civil del Ministerio de Energía y es Director Ejecutivo de la Fundación Empresas Indígenas.